# Laicismo en Honduras

Estado laico o aconfesional
Estado confesional
Ambiguo o sin datos

Honduras desarrolló su primera constitución con bases laicas en 1880, en la cual el Estado prohibió a los ministros religiosos ejercer cargos públicos y se fomentó y protegió la instrucción laica en todos los niveles educativos. Sin embargo, no fue hasta 1924 que el Estado se declaró y oficializó la separación entre la iglesia y el estado mediante la Constitución de 1924.
Con la separación entre Iglesia y Estado, se evitó la injerencia de cualquier organización o confesión religiosa en el gobierno, ya sea en el ejecutivo, legislativo o judicial, y se previno el desvío de dinero a cúpulas religiosas, así como el proselitismo político utilizando las religiones. Desde entonces, Honduras ha formado parte de otros 140 estados laicos, incluyendo Estados Unidos de América, Brasil, Alemania, Inglaterra, Italia, India, Japón, Rusia y China.

## Honduras católica
Desde tiempos precolombinos cada grupo étnico tenía su propia religión, entre éstas se encontraban la religión maya, además de las religiones religión Chorotega, Lenca y Pech y con la colonización española llegó también el cristianismo.

### Constitución de 1825
En la primera constitución de Honduras, de 1825 se declara al cristianismo católico como la religión oficial del Estado en los artículos 5, 6 y 7.
- ARTÍCULO 5: El Estado de Honduras profesa, y profesará, siempre, inviolablemente la religión cristiana, apostólica, romana, sin permitir mezcla de otra alguna.
- ARTÍCULO 6: El Estado la protegerá con leyes sabias y justas; y no consentirá, se hagan alteraciones en la disciplina eclesiástica, sin consultar a la Silla Apostólica.
- ARTÍCULO 7: Todo ciudadano, y principalmente los que ejercen jurisdicción, velarán sobre las observancia de los artículos anteriores. Las leyes designarán las penas que merecen los infractores.

La Constitución llegó a tener un carácter eminentemente liberal. Al igual que la Constitución de los Estados Unidos, fijaba los derechos fundamentales y eliminaba los privilegios de la Iglesia Católica. Es notable la abolición de la esclavitud, décadas antes que lo hicieran Rusia en 1861 y los Estados Unidos en 1863.
Entre otros, se puede señalar el establecimiento de derechos que gozarían prisioneros y acusados en espera de sentencia, el respeto a la privacidad de los ciudadanos, determinando que solo podían decomisarse como prueba los papeles personales en caso de traición a la patria y que su publicación era imprescindible para constatar la verdad.
Los gobiernos de Francisco Morazán entre 27 de noviembre de 1827 y 7 de marzo de 1829 y también desde el 2 de diciembre de 1829 al 28 de julio de 1830, fueron sumamente laicos debido a la condición liberal, masónica, antimonárquico y anticlerical del general Morazán. En dichos gobiernos se eliminaron los privilegios a la Iglesia Católica, la abolición del diezmo de parte del gobierno y se realizó la separación del Estado y la Iglesia. Se prohibió el establecimiento de las Órdenes Religiosas, en Honduras y después en toda Centroamérica, El Salvador lo haría hasta 1862 y en Nicaragua hasta 1881.
En 1831, Morazán y el gobernador Mariano Gálvez supervisaron la construcción de escuelas y carreteras, promulgaron políticas de libre comercio; fue invitado el capital extranjero y los inmigrantes; se permitió el divorcio secular y la libertad de expresión; se pusieron a disposición las tierras públicas para la expansión de la cochinilla; fue separada la Iglesia del Estado; los diezmos fueron abolidos; se proclamó la libertad de religión; los bienes eclesiásticos fueron confiscados, se suprimieron las órdenes religiosas, y se le retiró a la iglesia el control que tenía sobre la educación, entre otras políticas.
Con la implementación de estas medidas revolucionarias, Morazán se convirtió ―según el escritor Adalberto Santana― en el primer mandatario de América Latina que aplicó a su gestión un pensamiento liberal. Esto asestó un duro golpe al corazón de la oligarquía guatemalteca. Pero más importante aún, se despojó al clero español de sus privilegios y redujo su poder.

### Constitución de 1831
La iglesia católica se mantiene como religión del estado en la constitución de 1831, expresado así:
- ARTÍCULO 7: La religión del Estado es la Católica, Apostólica, Romana con exclusión del ejercicio público de cualesquiera otra. Defenderla y sostenerla es un deber del Estado.

### Constitución de 1839
En 1839 se mantiene al catolicismo como religión del estado, expresado en su artículo 16, en la que se aceptan y protegen además otras religiones:
- ARTÍCULO 16: La religión del Estado es la Católica, Apostólica y Romana. El ejercicio público de ésta y de las demás que vengan a establecerse en el país, será protegido por el Gobierno.

### Constitución de 1848
La constitución de 1848 prohíbe a cualquier poder público o autoridad intervenir en otras religiones de carácter privado:
- Artículo 16: La religión del Estado será la Cristiana, Católica, Apostólica Romana, con exclusión del ejercicio público de cualquiera otra. Sus altos Poderes la protegerán con leyes sabias, pero ni éstos ni autoridad alguna tendrán intervención ninguna en el ejercicio privado de las otras que se establezcan en el país, si éstas no tendiesen a deprimir la dominante y el orden público.

### Constitución de 1865
Es similar, la resolución en cuanto a la religión en la Constitución emitida en 1848.
- Artículo 8: La Religión de la república es la Cristiana, Católica, Apostólica, Romana, con exclusión del ejercicio público de cualquiera otra. El Gobierno la protege; pero ni éste ni autoridad alguna tendrán intervención en el ejercicio privado de las otras que se establezcan en el país, si éstas no tienden a deprimir la dominante y a alterar el orden público.

### Constitución de 1876
Es similar a la de 1848 y 1865, pero además se permitir el ejercicio público de otros cultos, esta fue la última constitución de Honduras en la que Honduras fue un estado confesional:
- Artículo 7: La Religión de la República es la cristiana católica, apostólica, romana, con exclusión del ejercicio público de cualquiera otra. El Gobierno la protege; pero ni éste, ni autoridad alguna tendrán intervención en el ejercicio privado de otras que se establezcan en el país si éstas no tienden a deprimir la dominante y alterar el orden público. El Congreso ordinario podrá permitir el ejercicio público de otros cultos, cuando la conveniencia social lo demande.

Aun así, con el laicismo constitucional imperante en Honduras, Marco Aurelio Soto, comisionó en 1878 al ilustrísimo Padre Antonio R. Vallejo para que realizara un trabajo educativo para la nación, Vallejo escribió el Compendio de la historia social y política de Honduras. obra referente e histórica que marco el sistema educativo de la Reforma de Soto. 

## Honduras laica y aconfesional
Desde 1880 Honduras deja de ser un estado confesional y pasa a ser un estado laico.

### Constitución de Honduras de 1880
La constitución de Honduras de 1880 es la primera en la que la iglesia católica ya no es religión oficial del Estado y en la que la nación hondureña deja de tener una creencia religiosa oficial; pero, además se prohíbe a los ministros religiosos ejercer cargos públicos, además inicia una era en donde la educación en Honduras pasa a ser laica.
- Artículo 77: Todos los hondureños podrán desempeñar cargos públicos, sin requerirse más condición que la de su idoneidad. Los Ministros de las diversas sociedades religiosas no podrán ejercer cargos públicos.
- Artículo 13: DERECHO PÚBLICO DIFERIDO A LOS EXTRANJEROS: Sus contratos matrimoniales no pueden ser invalidados por no estar de conformidad con los religiosos de cualquiera creencia si estuviesen legalmente celebrados.
- Artículo 24: El Estado tiene el primordial deber de fomentar y proteger la instrucción pública en sus diversos ramos: la instrucción primaria es obligatoria laica y gratuita. Será también laica la instrucción media u superior. Ningún Ministro de una sociedad religiosa podrá dirigir establecimientos de enseñanza sostenidos por el Estado.

### Constitución de Honduras de 1894
Esta Constitución netamente liberal, emitida durante el gobierno de Policarpo Bonilla, establece lo siguiente:
- Artículo 55. No podrá someterse el estado civil de las personas a una creencia religiosa determinada.
- Artículo 56. La emisión del pensamiento por la palabra hablada o escrita, es libre, y la ley no podrá restringirla. Tampoco podrá impedir la circulación de los impresos nacionales y extranjeros. Los delitos cometidos por medio de la prensa, serán previamente calificados por un jurado.
- Artículo 57. Se garantiza la libre enseñanza. La que se costee con fondos públicos será laica, y la primaria será además gratuita, obligatoria y subvenida por el Estado. La ley reglamentará la enseñanza sin restringir su libertad, ni la independencia de los profesores.
- Artículo 58. Se garantiza la libertad de reunión sin armas, y la de asociación para cualquier objeto lícito. Se prohíbe el establecimiento de toda clase de asociaciones monásticas.
- Artículo 62. Son prohibidas las vinculaciones, y toda institución en favor de establecimientos religiosos.
- Artículo 65. Ante la ley no hay fueros ni privilegios personales. Los ministros de las diversas sociedades religiosas no podrán ejercer cargos públicos.'

### Constitución de Honduras de 1904
Esta Constitución fue emitida durante una administración conservadora y resuelve lo siguiente:
- Artículo 46: Se garantiza el libre ejercicio de todas las religiones, sin más límite que el trazado por la moral y el orden público.
- Artículo 47. Los actos constitutivos del estado civil de las personas son de la exclusiva competencia de los funcionarios y autoridades del orden civil, en los términos prevenidos por la ley.
- Artículo 48. La emisión del pensamiento por la palabra hablada o escrita, es libre, salvo los casos en que ataque la moral, la honra, se provoque algún delito o se perturbe el orden social.
- Artículo 49. Se garantiza la libre enseñanza. La que se costee con fondos públicos será laica, y la primaria será además gratuita, obligatoria y subvenida por el Estado. La ley reglamentará la enseñanza sin restringir su libertad, ni la independencia de los profesores.
- Artículo 54. Son prohibidas las vinculaciones, y toda institución en favor de establecimientos religiosos.

### Constitución de Honduras de 1924
Es en la constitución de 1924 emitida durante el gobierno militar del general Vicente Tosta Carrasco se oficializa la separación de la iglesia y del estado y se prohíben todas las subvenciones a instituciones religiosas:
- Artículo 53- Se garantiza el libre ejercicio de todas las religiones que no contraríen las leyes del país. La iglesia está separada del Estado, el cual no podrá dar subvenciones, en caso alguno, para ningún culto.
- Artículo 54.- No podrá someterse el estado civil de las personas a una creencia religiosa determinada.
- Artículo 56.- Se garantiza la libre enseñanza. La que se costee con fondos públicos será laica, y la primaria será además gratuita, obligatoria y subvenida por el Estado. La ley reglamentará la enseñanza sin restringir su libertad, ni la independencia de los profesores
- Artículo 61.- Son prohibidas las vinculaciones, y toda institución en favor de establecimientos religiosos.
- Artículo 64.- Los ministros de las diversas religiones no podrán ejercer cargos públicos.

### Constitución de Honduras de 1936
Emitida durante el régimen dictatorial del doctor y general don Tiburcio Carias Andino, en la cual se expresa lo siguiente:
- Artículo 57.- La iglesia está separada del estado. Se garantiza el libre ejercicio de todas las religiones que no se opongan a las leyes del país. Se prohíbe dar subvenciones para cultos o enseñanza religiosa.
- Artículo 58.- Ningún acto religioso servirá para establecer el estado civil de las personas.
- Artículo 60.- Se garantiza la libertad de enseñar. La enseñanza sostenida con fondos públicos será laica, y la primaria será, además gratuita, obligatoria, costeada por los Municipios y subvenida por el Estado.
- Artículo 65.- Son prohibidas las vinculaciones y toda institución en favor de establecimientos religiosos.
- Artículo 71.- Los Ministros de las diversas religiones no podrán ejercer cargos públicos.

### Constitución de Honduras de 1957
En la constitución de 1957 emitida durante el gobierno liberal del doctor Ramón Villeda Morales la iglesia y el estado continúan separadas, pero se elimina dicho artículo en esta constitución, quedando solamente este:
- Artículo 95.- Los Ministros de las diversas religiones no podrán ejercer cargos públicos de elección popular.

### Constitución de Honduras de 1965
Emitida durante el gobierno militar-democrático del general Oswaldo López Arellano, es similar a la de 1957, en cuanto al laicismo:
- Artículo 87.- Se garantiza el libre ejercicio de todas las religiones y cultos sin preeminencia alguna, siempre que no contravengan las leyes y el orden público.

Los Ministros de las diversas religiones no podrán ejercer cargos públicos ni hacer en ninguna forma propaganda política, invocando motivos de religión o valiéndose, como medio para tal fin, de las creencias religiosas del pueblo.
- Artículo 113.- Las actas o documentos religiosos únicamente servirán para establecer el estado civil de las personas como pruebas de carácter supletorio debidamente justificado.

### Constitución de Honduras de 1982
Es similar a la de 1957.
- Artículo 77. Se garantiza el libre ejercicio de todas las religiones y cultos sin preeminencia alguna, siempre que no contravengan las leyes y el orden público.

Los ministros de las diversas religiones, no podrán ejercer cargos públicos ni hacer en ninguna forma propaganda política, invocando motivos de religión o valiéndose, como medio para tal fin, de las creencias religiosas del pueblo.

### Prohibición de proselitismo político a los ministros religiosos
En el artículo 87 de la constitución de 1965 se establece: Los Ministros de las diversas religiones no podrán ejercer cargos públicos ni hacer en ninguna forma propaganda política, invocando motivos de religión o valiéndose, como medio para tal fin, de las creencias religiosas del pueblo.
En el artículo 77 de la constitución de 1982 se establece: Los ministros de las diversas religiones, no podrán ejercer cargos públicos ni hacer en ninguna forma propaganda política, invocando motivos de religión o valiéndose, como medio para tal fin, de las creencias religiosas del pueblo.

## Laicismo en elsigloXXI
Aún habiéndose expulsado a las religiones de poder político y del gobierno civil, según la Constituciones de 1880 y 1924, en los siglos XX y XXI han tratado de volver a obtener preferencias, poder político y exoneraciones de impuestos. 
En febrero de 2014 el presidente Juan Orlando Hernández cedió la frecuencia 102.1 FM a la Iglesia católica de Honduras. Además prometió dar dinero del presupuesto a otras denominaciones religiosas (Cristianas católicas, cristianas evangélicas, protestantes, etc).